# Fœtus-Party
Fœtus-Party est un roman de science fiction de Pierre Pelot édité dans la collection Présence du futur en 1977.

## Résumé
Le monde est quasiment mort, la terre entière est recouverte de béton, la population atteint les 15 milliards d'individus, le Saint Office Dirigeant encourage au suicide et recycle les morts pour nourrir les vivants.
Le fœtus party, qui donne son nom à l'ouvrage, est un examen obligatoire pour toute femme enceinte qui consiste à montrer à l'enfant le monde dans lequel il va naître et lui demander s'il veut vraiment naître ou s'il préfère mourir.

## Le monde
Le monde décrit par Pierre Pelot dans Fœtus-Party est à la limite du supportable.
Les rues sont grouillantes de gens, la circulation en voiture est quasiment impossible et réservée aux élites. Les déplacements se font à pied. Nulle trace de végétation nulle part, sauf dans des jardins préservés également réservés aux élites.
Des drogues légales sont autorisées, mais il en existe d'illégales qui font l'objet d'un marché noir très risqué.
L'une de ces drogues permet d'influer sur les réactions du fœtus lors des séances de fœtus party.
Le jeu du bonimenteur tient également un rôle important, il est le défouloir collectif, sert à canaliser les esprits et à laisser entrapercevoir un faux-espoir dans un monde de toutes les manières sur sa fin.